# Fabulix
Das Internationale Märchenfilmfestival fabulix (in Kurzform: fabulix, oder auch: Fabulix) ist ein internationales Filmfestival für Kinder, Jugendliche und Erwachsene. Es findet seit 2017 in Annaberg-Buchholz im Erzgebirge statt und zeigt aktuelle Märchenfilmproduktionen sowie Klassiker dieses Genres, in verschiedenen Kategorien (Spielfilm, Kurzfilm, Animation). Veranstalter ist die Stadt Annaberg-Buchholz. Geleitet wird das Filmfestival von Festivaldirektor Filip Albrecht, der zusammen mit dem Oberbürgermeister der Stadt, Rolf Schmidt, der Gründervater des Festivals ist.
fabulix ist eines der ersten Märchenfilmfestivals weltweit.

## Vorgeschichte

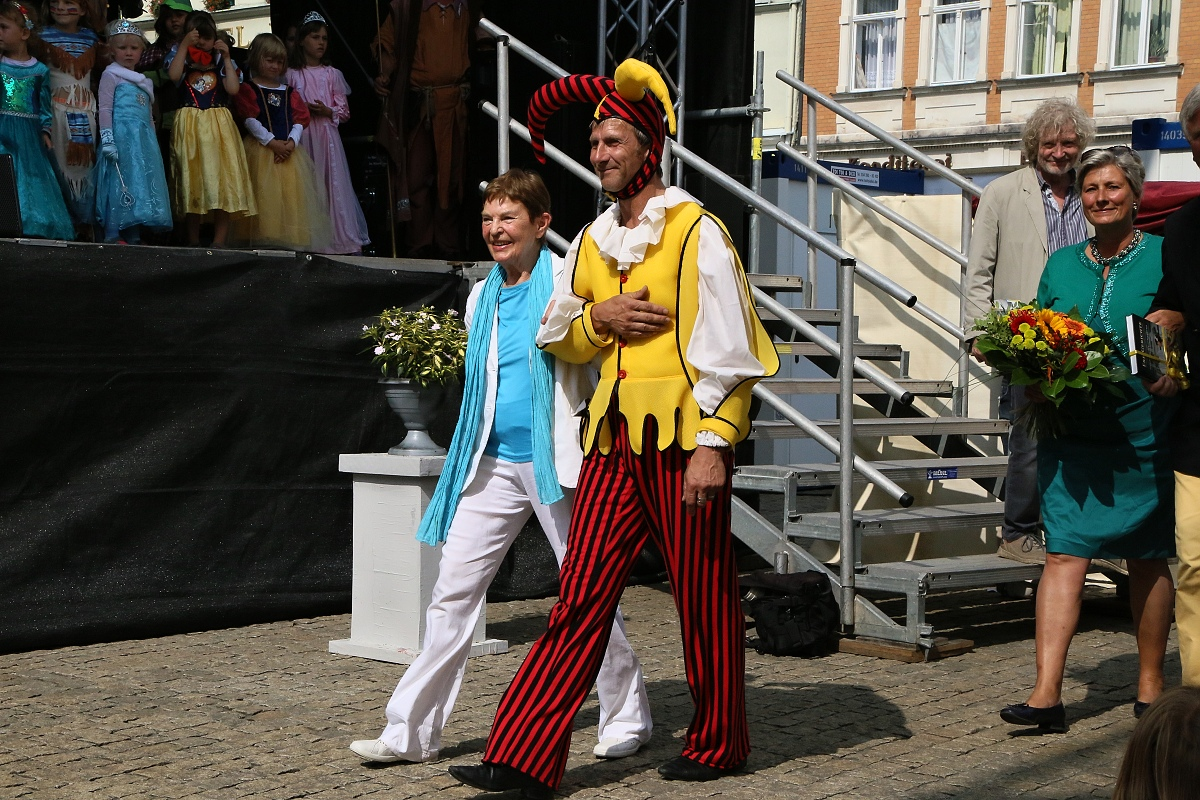
Festival-Ehrenpräsidentin Christel Bodenstein

Anfang des Jahres 2016 entstand die Idee, in der Stadt Annaberg-Buchholz, die bis dahin überregional vor allem durch die Wintersaison und für ihren Weihnachtsmarkt bekannt war, auch im Sommer eine hochwertige Veranstaltung zu etablieren. Im März 2017 wurde das Projekt während einer Pressekonferenz der Öffentlichkeit vorgestellt.
Die Schirmherrschaft übernahmen Georg Prinz und Alexandra Prinzessin zur Lippe, zur Ehrenpräsidentin wurde die Schauspielerin Christel Bodenstein ernannt.

## Erstes Festival (2017)

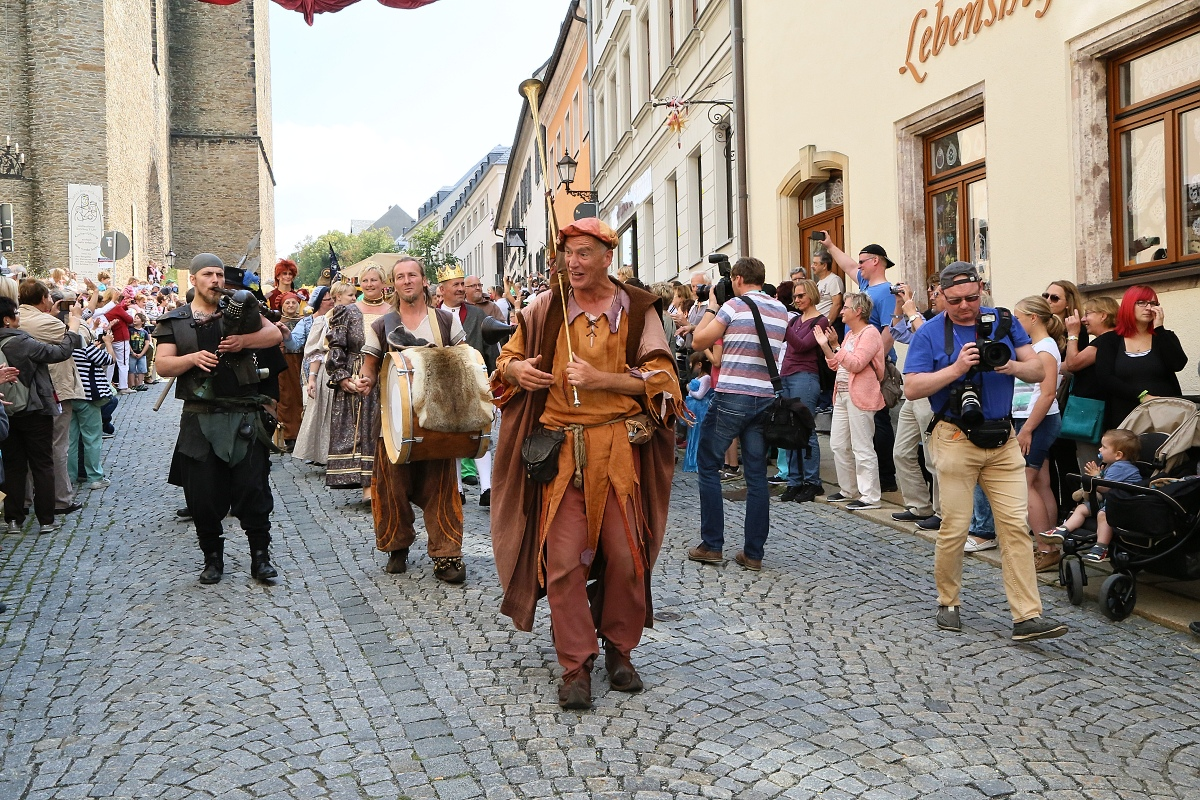
Märchenumzug des Festivals 2017 in der Altstadt

Das erste Märchenfilmfestival fand in der Zeit vom 23. bis 27. August 2017 in und um Annaberg-Buchholz statt. Hauptveranstaltungsorte waren der speziell für das Festival überdachte Marktplatz der Stadt, die Altstadtterrassen, der Erzhammer, die Stadtbibliothek, die St.-Annen-Kirche, das Kino Gloria, die Bergkirche St. Marien, die Manufaktur der Träume, sowie die Festhalle und das Rathaus. Es gab rund 80 Filmvorführungen und 150 Begleitveranstaltungen (u. a. Workshops, Lesungen, Theater, Schulwettbewerbe und Ausstellungen). Die Innenstadt wurde für den Autoverkehr gesperrt und zur Fußgängerzone umgewandelt. Im Rahmen der Abschlussfeier wurde am 27. August ein Märchenumzug veranstaltet, der durch die historische Altstadt führte, mit mehreren tausend Teilnehmern, teils in historischen Kostümen. fabulix zählte etwa 20.000 Besucher.
Zum Siegerfilm wählten die Festivalbesucher mit 889 Punkten den tschechischen Märchenfilm Die sieben Raben, der zweite Platz ging an den Kultfilm Drei Haselnüsse für Aschenbrödel, den dritten Platz belegte der DEFA-Film Das singende, klingende Bäumchen.

### Gäste

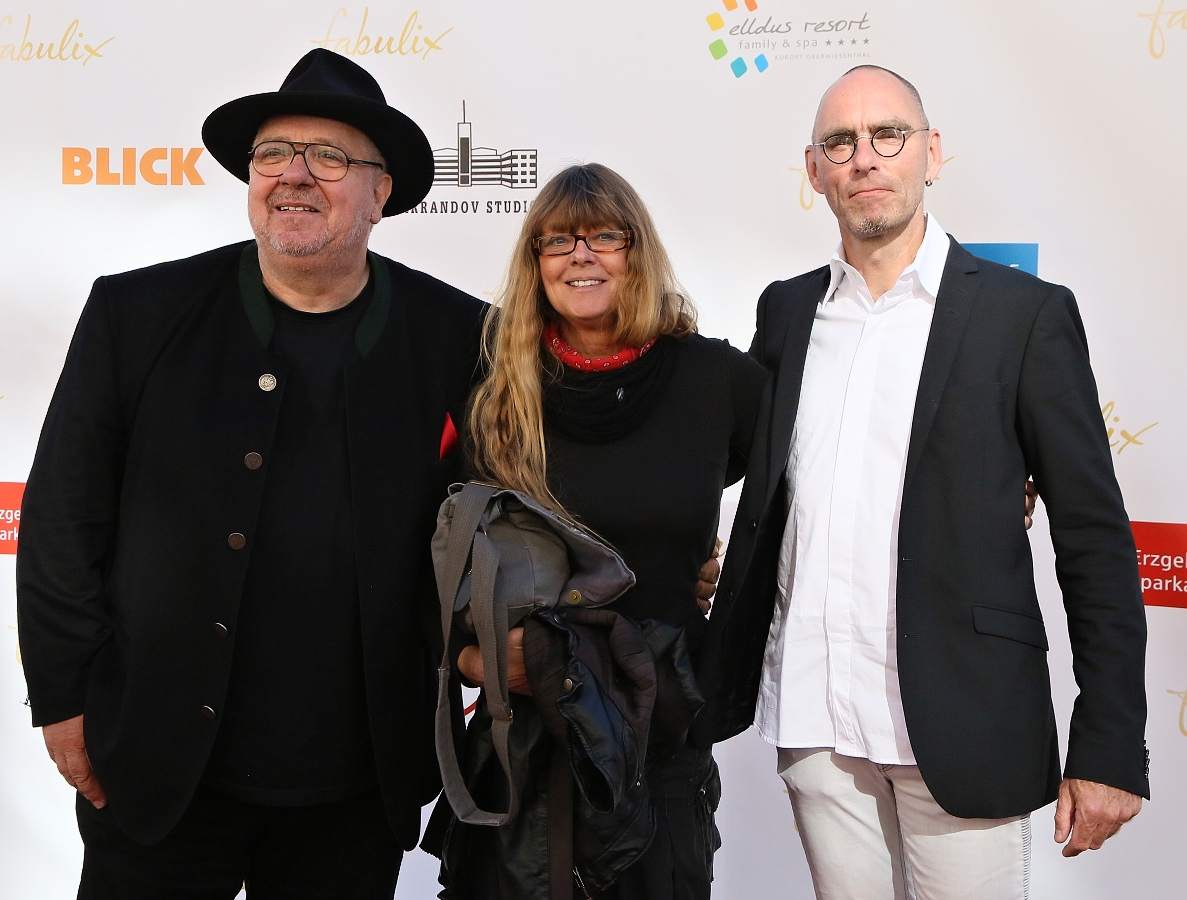
Michael Schanze (1.v.l.) in Begleitung auf dem roten Teppich

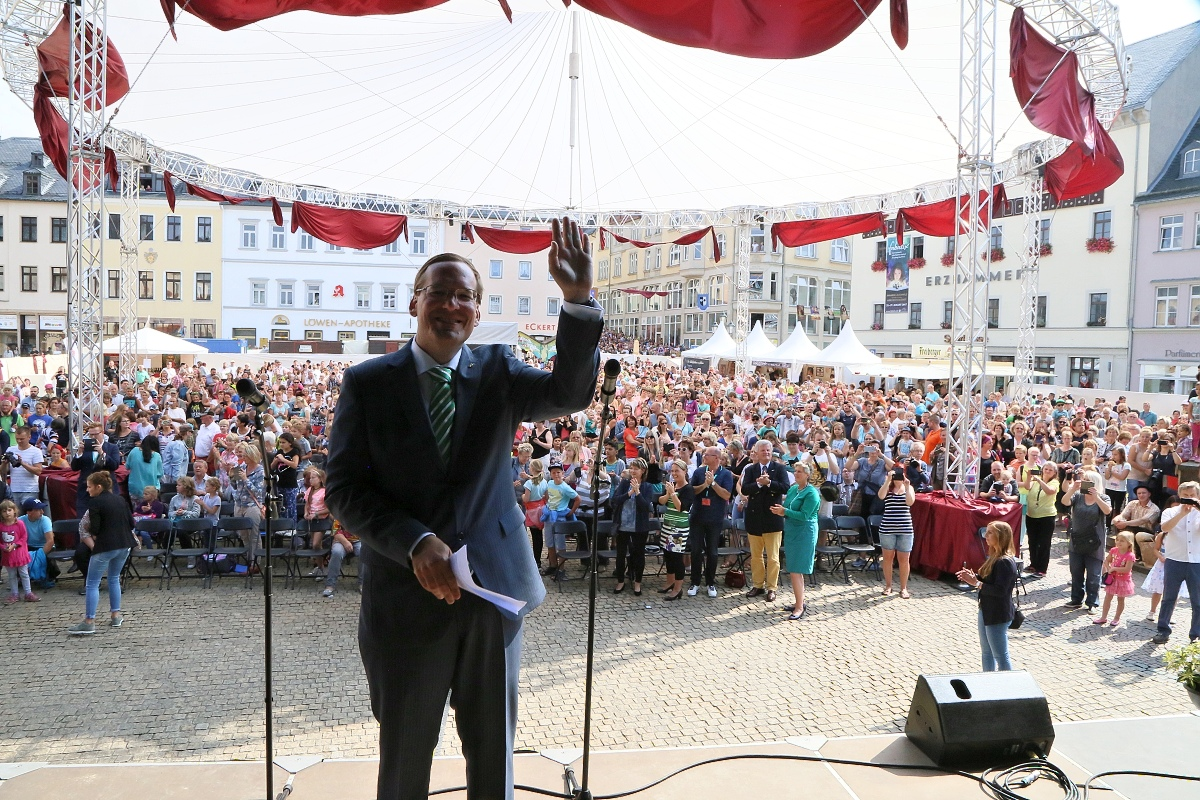
Festivaldirektor Filip Albrecht auf der Abschlussgala von fabulix

Festivalgäste waren neben anderen: Michael Schanze, Helena Vondráčková, Uschi Reich, Ivan Pokorný, Iva Procházková, Ingelore König, Kurt Seggewiß, Eva Josefíková, Naoshi Takahashi, Ingolf Huhn, Hasso von Lenski, Ella Endlich, Franziska Pohlmann, Beate Werner, Christian Steyer, Michael Harbauer, Ben (Sänger und Moderator des KiKA), Irene Wellershoff, sowie Filmschaffende, Schauspieler, Produzenten und Vertreter von Fernsehsendern und Rundfunkanstalten.

### Lebenswerkpreis
Der Lebenswerkpreis des Festivals wurde an den Schauspieler Rolf Hoppe verliehen. Seine Tochter Josephine Hoppe nahm diesen am 25. August stellvertretend in Empfang. Laudator war der tschechische Schauspieler und Filmsohn Rolf Hoppes aus den Drei Haselnüssen für Aschenbrödel, Pavel Trávníček.

### Sonstiges

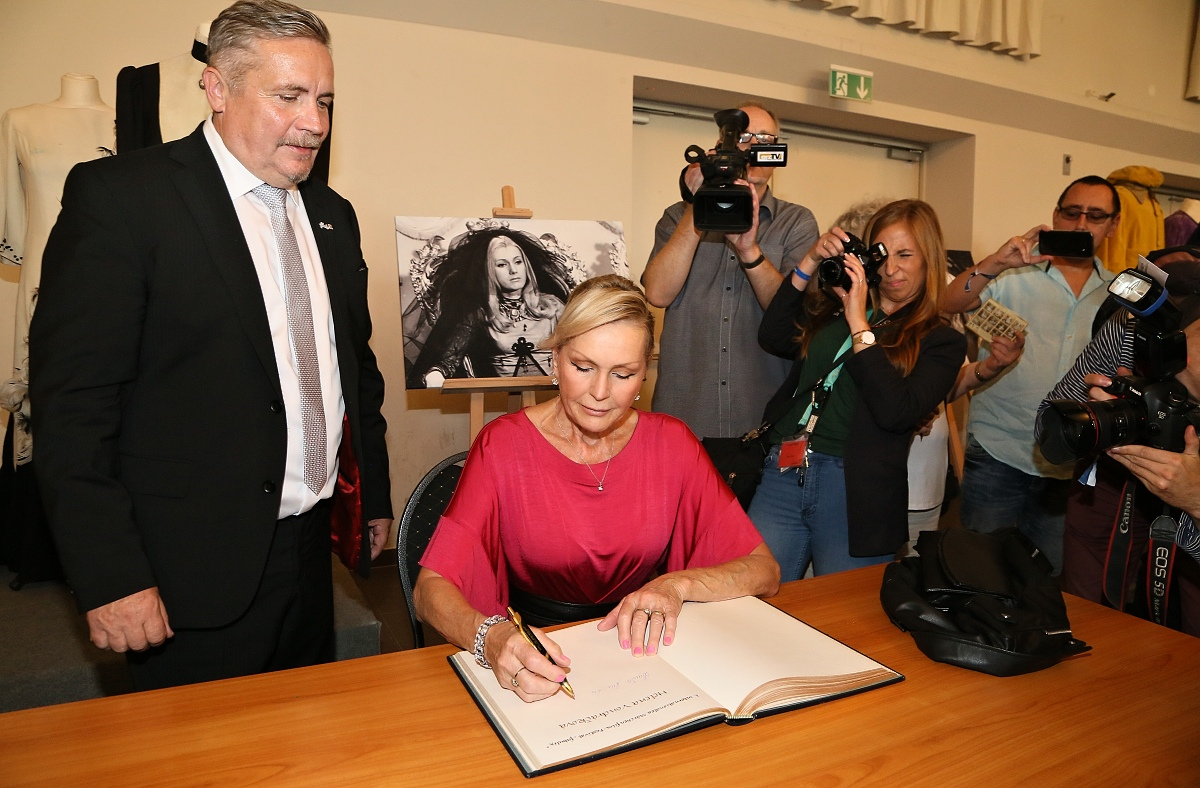
Helena Vondráčková mit Oberbürgermeister Rolf Schmidt auf der Filmkostümausstellung

Am 24. August 2017 fand im Rathaus im Rahmen des Festival das erste internationale Fachsymposium zum Thema Vergangenheit, Gegenwart und Zukunft des Märchenfilms statt, mit 25 Teilnehmern aus der Filmbranche. Dieses Symposium fand nicht-öffentlich statt, da hier teils noch nicht bekannte neue Filmprojekte besprochen wurden.
In Zusammenarbeit mit den Filmstudios Barrandov fand in der Festhalle eine Ausstellung von rund 100 Märchenfilmkostümen und -requisiten statt, die am 24. August von Helena Vondráčková eröffnet wurde, und auf der u. a. die Originalkostüme aus dem Film Drei Haselnüsse für Aschenbrödel gezeigt wurden. Da diese Stücke tschechisches Nationalkulturerbe sind, erhielt das Festival eine spezielle Ausnahmegenehmigung vom tschechischen Kulturministerium. Des Weiteren waren die Originalkostüme von Filmen wie Teuflisches Glück oder Die wahnsinnig traurige Prinzessin zu sehen.
Im Rahmen des Festivals wurde, mehr als 50 Jahre nach dessen Entstehung, der verschollen geglaubte Film Der kleine Prinz gezeigt, der erste Farbfilm des DDR-Fernsehens, unter Regie von Konrad Wolf.
fabulix ist das erste Filmfestival in Europa mit einer eigenen Festivalhymne. Diese trägt den Titel Kommt mit ins Märchenland und wird gesungen von Helena Vondráčková. Die Autoren des Liedes sind Festivaldirektor Filip Albrecht und der Musicalkomponist Michal David.

## Zweites Festival (2019)
Unter dem Motto „Märchen von Silber und Gold“ veranstaltete Annaberg-Buchholz fabulix im Jahr 2019 in der Zeit vom 28. August bis 1. September erneut, in vergleichbarem Umfang wie zwei Jahre zuvor. Ehrenpräsidentin war die Schauspielerin Karin Ugowski. Es fanden 230 Veranstaltungen statt; insgesamt wurden 40 Filme aus 15 Ländern in 130 Filmvorführungen gezeigt. Zum Siegerfilm wählte das Publikum den deutschen Märchenfilm Schneewittchen und der Zauber der Zwerge. Ein Umzug mit hunderten Märchenfiguren schloss das Festival feierlich ab.

### Gäste
Gäste des Festivals im Jahr 2019 waren unter anderem: Nadeshda Brennicke, Jens Christian Susa, Christian Steyer, Tijan Marei, Jan Budař, Zdeněk Troška, Ngo The Chau, Samuel Rösch, Cassandra Steen sowie viele weitere Prominente aus Film und Fernsehen.

### Lebenswerkpreis
Die ZDF-Redakteurin und Autorin Irene Wellershoff wurde mit einem Ehrenpreis ausgezeichnet, den Lebenswerkpreis erhielt der Schauspieler Jaecki Schwarz.

### Sonstiges
Auch im Rahmen des zweiten Jahrgangs des Festivals fand ein internationales Fachsymposium statt, moderiert von Festivaldirektor Filip Albrecht, unter dem Motto „Grenzenlose Vielfalt von Kinder- und Jugendfilmproduktionen“. Die Liste der Teilnehmer reichte von den Vertretern deutscher Fernsehsender wie dem KiKA (Kinderkanal), ZDF, MDR, der Česká televize (dem tschechischen Staatsfernsehen) über namhafte deutsche, tschechische und slowakische Produzenten, Regisseure und Drehbuchautoren bis hin zu Vertretern der Mitteldeutschen Medienförderung und bekannter Filmunternehmen.

## Drittes Festival (2023)
Das dritte fabulix, das für den Juli 2021 geplant war, wurde aufgrund der Corona-Pandemie abgesagt. Unter dem Titel „Verhextes Fabulix“ gab es im Herbst 2021 ein Ersatzprogramm mit Filmvorführungen, Workshops und weiteren Veranstaltungen. Die reguläre dritte Auflage des Festivals fand schließlich vom 5. bis 9. Juli 2023 statt. Zum Siegerfilm wurde die tschechisch-slowakisch-deutsche Filmproduktion Krakonos Geheimnis gekürt, eine Variation der Rübezahl-Sagen aus dem Raum des Riesengebirges. Ehrenpräsident war der Schauspieler Dirk Schoedon. Der fabulix-Lebenswerkpreis wurde verliehen an den Schauspieler Pavel Trávníček.

## Viertes Festival (2025)
Das vierte fabulix ist geplant für den 20. bis 24. August 2025.